# Élection présidentielle bangladaise de 2018
L'élection présidentielle bangladaise de 2018 a lieu le 7 février 2018 afin d'élire au suffrage indirect le président du Bangladesh.
Le président sortant, Abdul Hamid, se représente pour un second mandat. La constitution limitant à deux le nombre de mandats présidentiels, il est éligible à sa réélection. La Ligue Awami le présente pour candidat et seul en lice, ce dernier est déclaré élu en l'absence d'opposants.

## Contexte

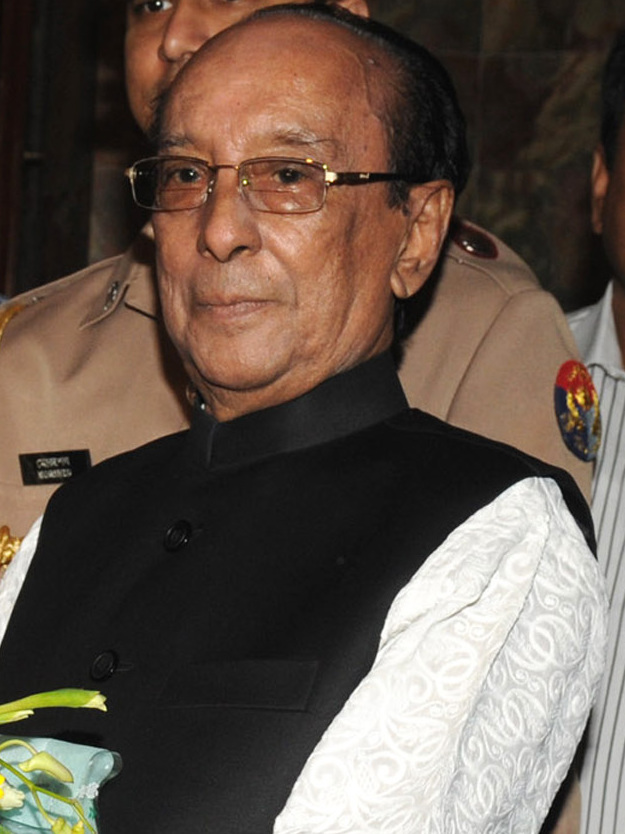
Zillur Rahman, président jusqu'à sa mort en 2013.

Le poste de président au Bangladesh est une fonction honorifique au sein d'un régime parlementaire où le Premier ministre détient la quasi-totalité du pouvoir exécutif. Après la mort du président Zillur Rahman le 20 mars 2013, le président du parlement, Abdul Hamid, issu comme lui de la Ligue Awami, est élu à la présidence le 22 avril suivant en l'absence d'autres candidats.
La Constitution impose la tenue du scrutin entre soixante et quatre-vingt-dix jours avant la fin du mandat du président sortant. Le mandat d'Hamid s'achevant le 23 avril, la Commission électorale fixe la tenue initiale de l'élection présidentielle au 19 février,.

## Mode de scrutin
Le président de la république populaire du Bangladesh est élu au scrutin uninominal majoritaire à un tour par un collège électoral composé des 350 membres du Jatiya Sangsad, le parlement du pays. Son mandat est de cinq ans renouvelable une seule fois. Est élu le candidat qui recueille le plus de suffrages en un tour de scrutin,.
La Constitution dispose que le président de la République doit posséder la citoyenneté bangladaise, être âgé d'au moins trente-cinq ans, et répondre aux mêmes conditions de candidature que pour les élections législatives.

## Résultat
La Ligue Awami au pouvoir présente comme candidat le président sortant, Abdul Hamid pour un second mandat.
Seul candidat à la clôture du dépôt des candidatures le 5 février, Abdul Hamid est déclaré réélu deux jours plus tard le 7 février par la Commission électorale. Son nouveau mandat débute le 24 avril suivant, il est assermenté par la présidente du Jatiya Sangsad Shirin Sharmin Chaudhury. Il devient le premier président sortant à être réélu dans l'histoire du Bangladesh,.